# Nová Huť (Svor)

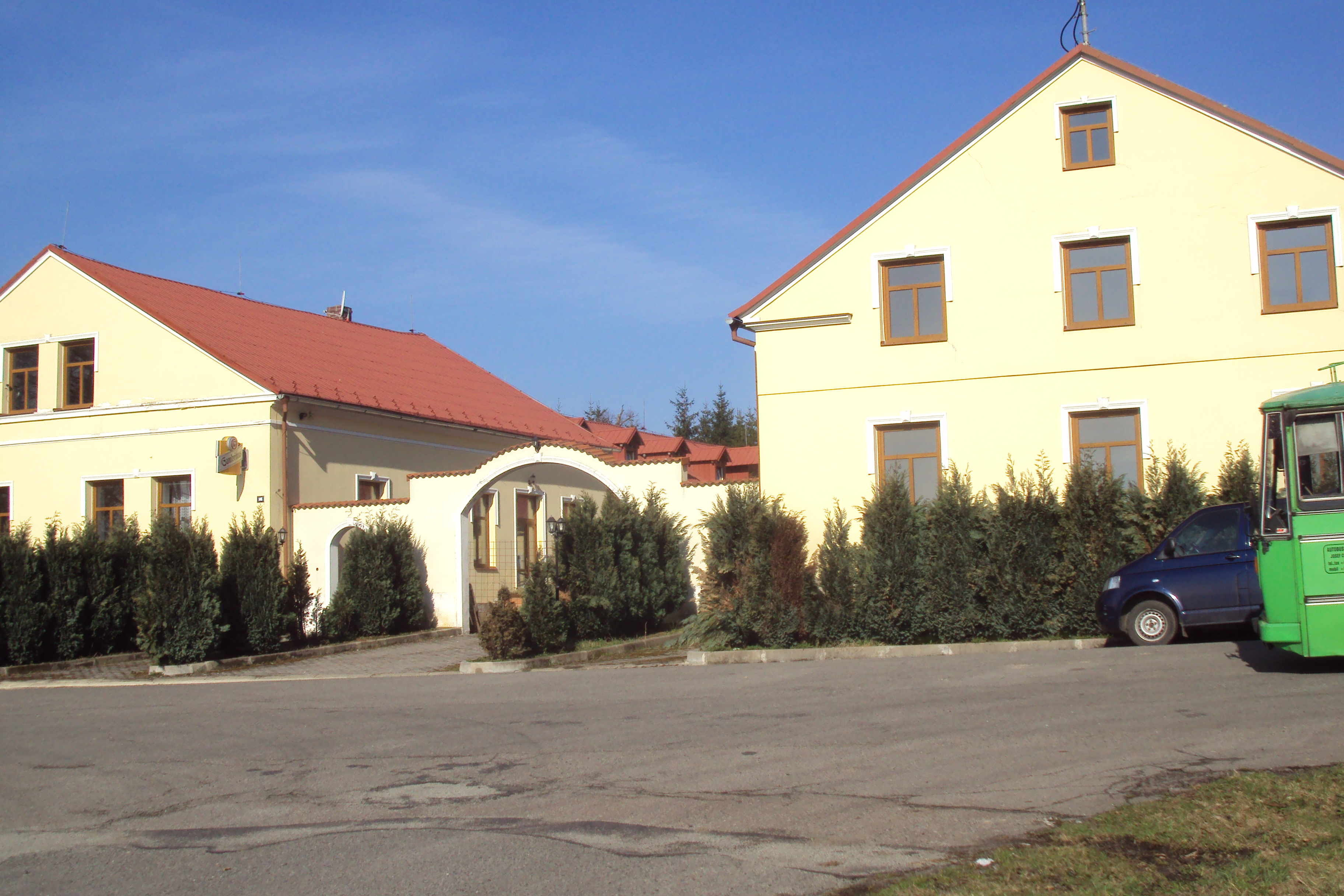
Nová Huť

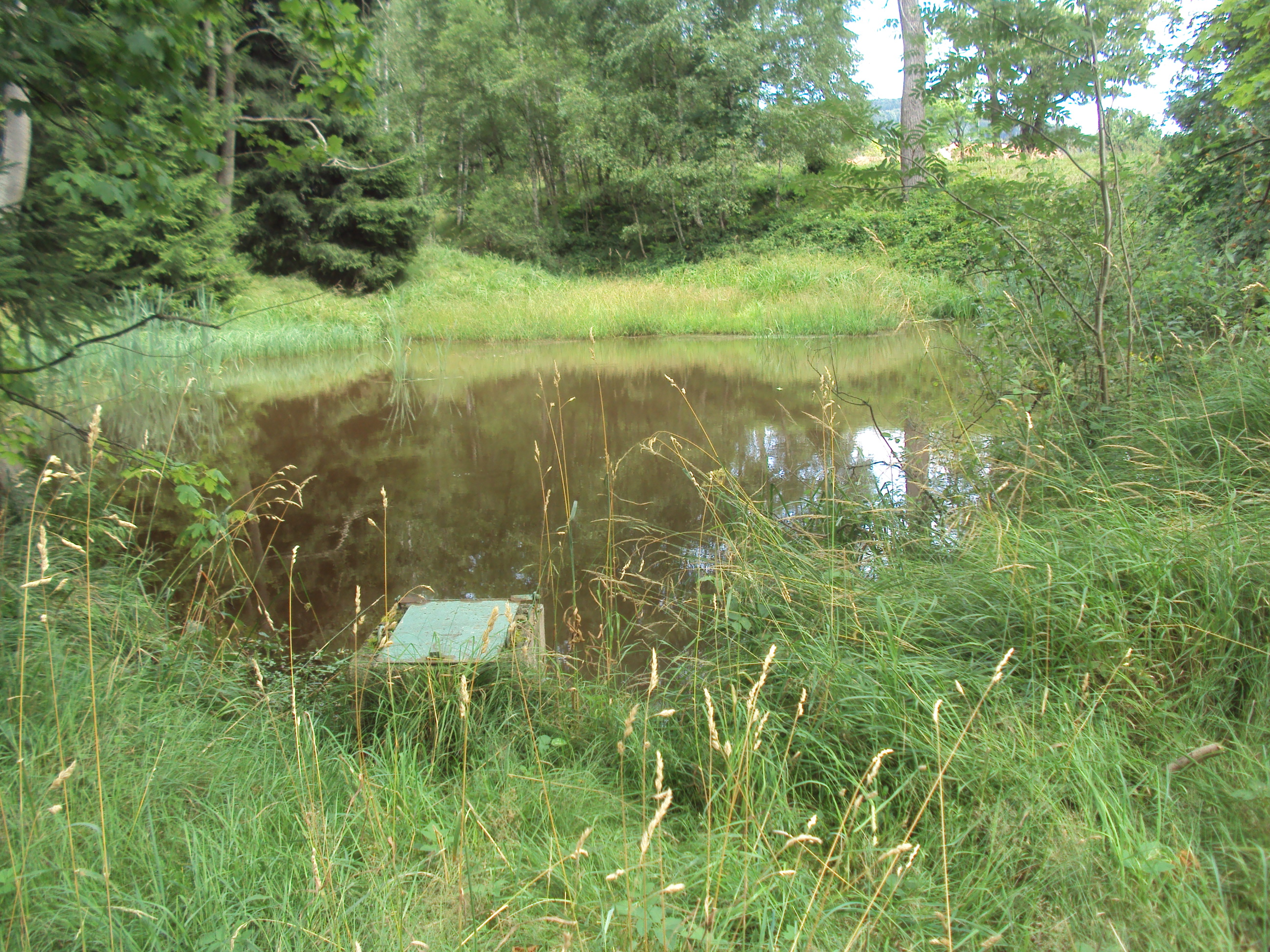
Hüttenteichel

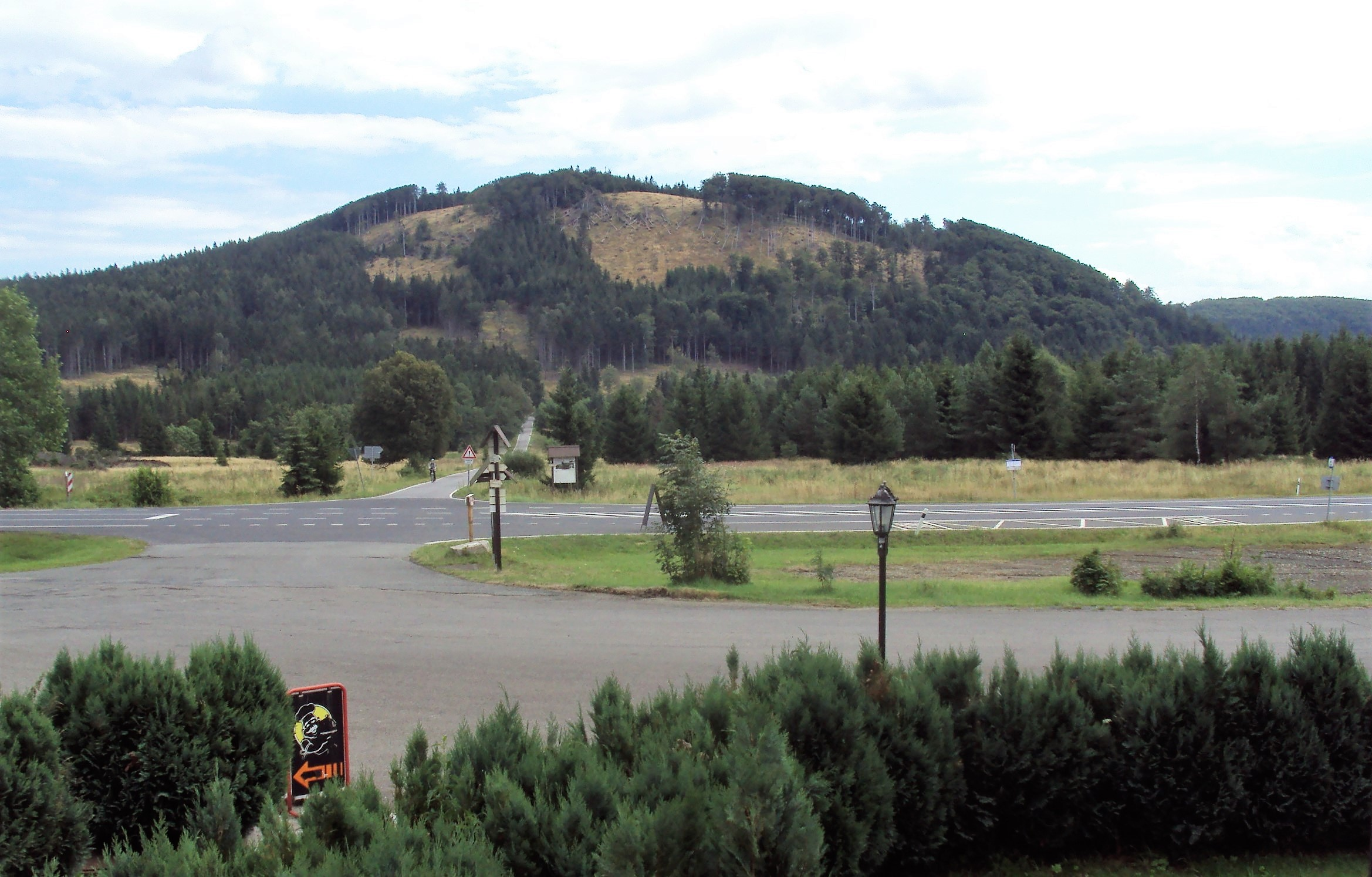
Blick von Nová Huť zum Bouřný

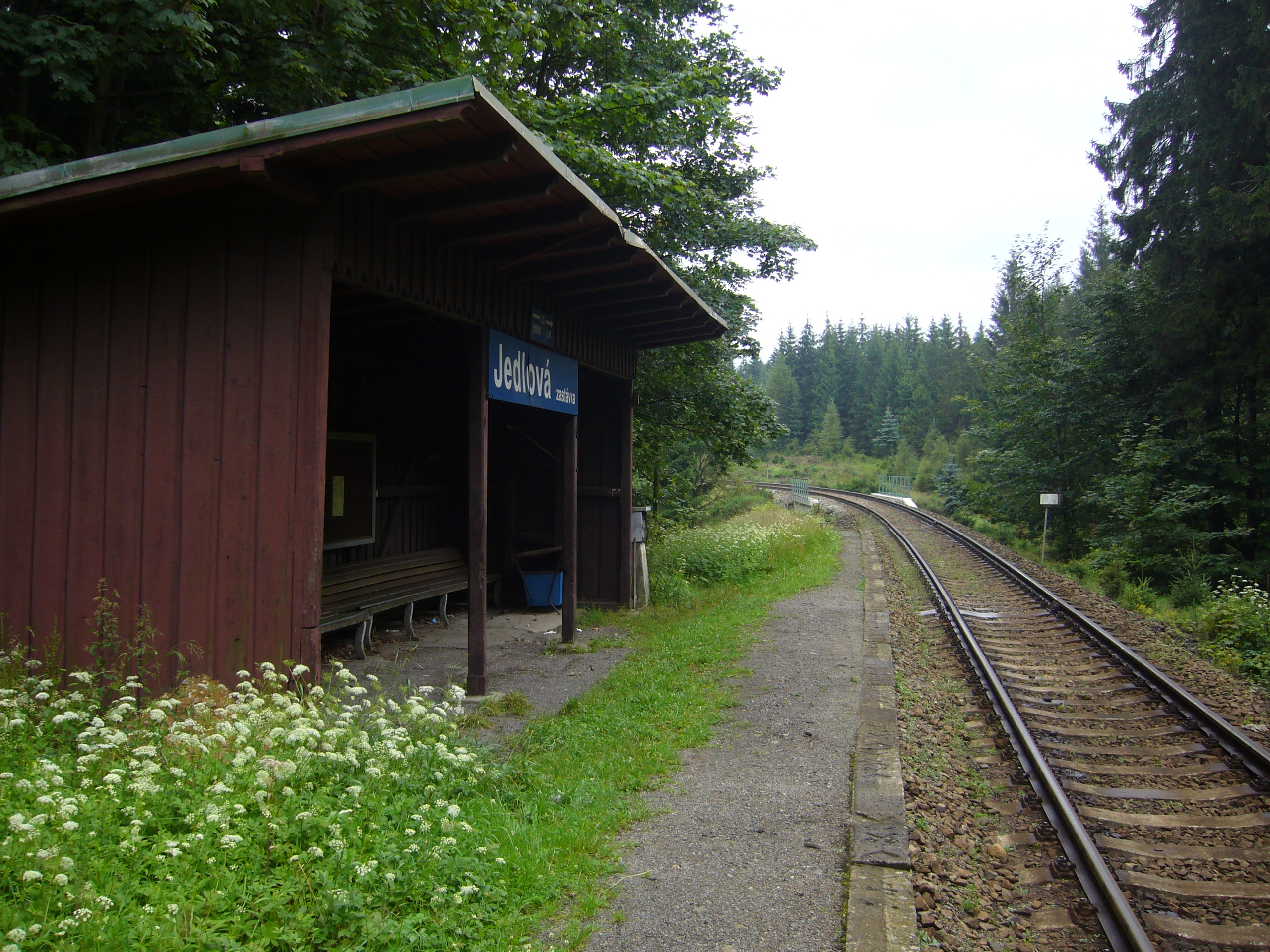
Bahnstation Jedlová zastávka

Nová Huť (deutsch Neuhütte, früher Antonihöhe bzw. Antonienhöhe) ist eine Einschicht der Gemeinde Svor in Tschechien. Sie liegt fünf Kilometer südlich von Jiřetín pod Jedlovou und gehört zum Okres Česká Lípa.

## Geographie
Nová Huť befindet sich auf einem Wiesensattel im Lausitzer Gebirge zwischen den Quellgebieten der Kamenice (Kamnitz) und des Rousínovský potok (Friedrichsbach), der heute als der Oberlauf des Boberský potok (Boberbach) angesehen wird. Nördlich erheben sich die Jelení kameny (Hirschensteine, 658 m) und der Stožec (Schöber, 665 m), im Nordosten der Pěnkavčí vrch (Finkenkoppe, 792 m), östlich der Bouřný (Friedrichsberg, 703 m), im Südosten die Kobyla (Hengstberg, 627 m), südlich der Velký Buk (Großer Buchberg, 736 m), im Südwesten die Popelová hora (Aschberg, 652 m), westlich der Sokol (Hackelsberg, 668 m) und die Srní hora (Mittelberg, 657 m) sowie im Nordwesten der Konopáč (Hanfkuchen, 676 m) und die Jedlová (Tannenberg, 774 m). Durch Nová Huť führt die Fernverkehrsstraße 9 und der Europäische Fernwanderweg E10, die einen Kilometer nordöstlich über den Stožecké sedlo (Schöbersattel, 602 m) führen. Am westlichen und südlichen Ortsrand verläuft die Bahnstrecke Bakov nad Jizerou–Ebersbach, in Nová Huť befindet sich der Haltepunkt Jedlová zastávka. Gegen Westen liegt der Hraniční rybník (Waldsteinteich). Die südöstlich gelegene Wüstung Staré Mlýny ist einer der ältesten Glashüttenstandorte in Böhmen.
| Horní Chřibská Malý Semerink Rybniště Bahnhof Jedlová | Rozhled Lesné Kateřina Dolní Podluží        | Herrenwalde Waltersdorf Neue Sorge Myslivny |
| Krásné Pole Dolní Falknov                             | Kompassrose, die auf Nachbargemeinden zeigt | Horní Světlá Dolní Světlá Juliovka Hamr     |
| Polevsko Jedličná Kytlice                             | Rousínov Svor                               | Naděje Trávník Cvikov                       |

## Geschichte
Die Glashütte Neuhütte wurde nach der Betriebseinstellung der Falkenauer Hütte im Jahr 1750 durch den Glasmacher Johann Christoph Müller aus Schaiba an der Alten Prager Straße, die von Görlitz über Rumburg und Jiřetín pod Jedlovou kommend über den Pass westlich des Hanfkuchens und südlich des Hirschens durch das Gebirge und weiter durch das Tal des Friedrichsbaches nach Zwickau und Böhmisch Leipa führte, errichtet. Die neue Hütte hatte jedoch Absatzschwierigkeiten und ihr mangelte es an Holz. 1768 übernahm seine Witwe Marie Elisabeth Müller den Betrieb, vier Jahre später verpachtete sie die Neuhütte an den Glashändler Johann Anton Jancke († 1782) aus Haida. Jancke suchte 1775 beim Besitzer der Herrschaft Reichstadt Großherzog Peter Leopold erfolglos um die Konzession zur Errichtung einer Ausspanne, die ihm wegen der Nachteile für die Schankrechte von Röhrsdorf und St. Georgenthal verwehrt wurde.
Zwischen 1794 und 1797 wurde die Alte Prager Straße zur Kaiserstraße (heutige Fernverkehrsstraße 9) ausgebaut und dabei östlich des Schöber über den Schöbersattel neu trassiert. Die ideale Lage des Neuhütter Sattels über der neuen steilen Schöberauffahrt, veranlasste den Haidaer Bürgermeister Anton Trauschke, der die Glashütte seit den 1790er Jahren verwaltete, das Projekt einer Ausspanne wiederaufzugreifen. Im Jahr 1799 wurde die Neuhütte an Anton Kittel aus Falkenau verkauft, die Glashütte wurde danach nach ihrem neuen Besitzer als Antonienhütte bzw. Antonihütte bezeichnet. Kittel erhielt schließlich die Erlaubnis zur Errichtung einer Ausspannwirtschaft, die er 1805 unter dem Namen Antonienhöhe eröffnete.
Der zu dieser Zeit in Folge der Napoleonischen Kriege einsetzende Niedergang des Glashandels führte dazu, dass die Produkte der Antonienhütte nur noch auf den lokalen Glasmärkten in Steinschönau, Falkenau, Böhmisch Kamnitz und Parchen abgesetzt werden konnten. Im November 1819 ließ Anton Kittel, der am 8. Oktober 1820 verstarb, die Glashütte stilllegen. Zu dieser Zeit beschränkte sich die Wirtschaft in Antonienhütte auf die Ausspanne sowie die Köhlerei. Neuer Besitzer des Anwesens wurde Anton Kittels Sohn Nikolaus, der von 1820 bis 1822 seinem Cousin Friedrich Egermann die Verwaltung der wieder aufgenommenen Glashütte übertrug.
Im Jahr 1832 bestand die zu Röhrsdorf inskribierte an der Rumburger Hauptstraße inmitten der Wälder zwischen dem Buchberg, dem Friedrichsberg und dem Schöber gelegene Siedlung Antonihöhe aus der Glashütte Neuhütte oder Röhrsdorfer Hütte mit einem Wirtshaus und einigen Wohnhäusern. Betreiber der Hütte waren Josef Kittels Erben in Kreibitz. Pfarrort war Zwickau, der Schulunterricht fand in Röhrsdorf statt. Bis zur Mitte des 19. Jahrhunderts blieb Antonihöhe der Allodialherrschaft Reichstadt untertänig.
Nach der Aufhebung der Patrimonialherrschaften bildete Antonihöhe ab 1850 einen Ortsteil der Gemeinde Röhrsdorf im Bunzlauer Kreis und Gerichtsbezirk Zwickau.
Nach dem Tode von Nikolaus Kittel erbten dessen Schwäger den Betrieb. Der Glashüttenbetrieb blieb unrentabel, so dass sie die Glashütte mit allem Zubehör im Jahr 1857 an den Verwalter der Herrschaft Reichstadt, Ferdinand den Gütigen verkauften. Die fortan wieder als Neuhütte bezeichnete Siedlung gehörte ab 1868 zum Bezirk Gabel. Der 1867 von der k.k. priv. Böhmischen Nordbahn-Gesellschaft begonnene Bau einer Bahnverbindung zwischen Rumburg und Böhmisch Leipa wurde nach anderthalb Jahren vollendet. Ihr Verlauf um den Schöberkamm orientierte sich an der Alten Prager Straße. Westlich des Hanfkuchens entstand inmitten des Waldgebietes im Quellgebiet der Kamnitz der Bahnhof Tanneberg. Im Januar 1869 wurde der Verkehr auf der neuen Bahnstrecke, deren Scheitelpunkt bei Neuhütte lag, aufgenommen. Da der Betrieb der Glashütte für Ferdinand weiterhin ein Verlustgeschäft geblieben war, ließ er den Glashüttenbetrieb 1870 für immer einstellen. In den Jahren 1877 bis 1881 erfolgte der Abriss der Glashütte sowie der Wohnhäuser für die Beschäftigten. Danach bestand Neuhütte nur noch aus der Ausspanne mit Trafik, einem Hegerhaus sowie Wirtschaftsgebäuden. Ab 1884 wurde rechts der Bahnstrecke ein Anschlussgleis zur Holzabfuhr betrieben. Zum Ausgang des 19. Jahrhunderts wurde Neuhütte zunehmend von Ausflüglern frequentiert, die die Gastwirtschaft zum Ausgangspunkt für Ausflüge auf die umliegenden Berge nutzten. Im September 1896 vernichtete ein Großfeuer das hölzerne Gasthaus Neuhütte und sämtliche umliegenden Gebäude. Das Gasthaus, das Hegerhaus und der Wirtschaftshof wurden danach in ihrer heutigen Gestalt in steinerner Bauweise wiederaufgebaut.
Im Jahre 1914 wurde an der Bahnstrecke Böhmisch Leipa-Rumburg in Neuhütte der Haltepunkt Neuhütte-Lichtenwald eröffnet. In den Jahren 1937 bis 1938 wurden am Schöberkamm nördlich von Neuhütte die aus zwei parallelen Reihen von Betonbunkern bestehende Schöberlinie des Tschechoslowakischen Walls errichtet. Nach dem Münchner Abkommen erfolgte 1938 die Angliederung an das Deutsche Reich; bis 1945 gehörte Neuhütte als Teil von Röhrsdorf zum Landkreis Deutsch Gabel. Nach dem Ende des Zweiten Weltkrieges kam Neuhütte zur Tschechoslowakei zurück und wurde in Nová Huť umbenannt. In den Jahren 1946 und 1947 wurden die meisten deutschböhmischen Bewohner vertrieben und die Grenzen nach Deutschland geschlossen. Der Schöberpass bildete als Transitstraße auch weiterhin eine wesentliche Zufahrtsstraße in die Tschechoslowakei, jedoch verlor das Gasthaus durch den Wegfall der Ausflügler seine Existenzgrundlage und wurde geschlossen. 1960 kam Nová Huť zum Okres Česká Lípa. Im Jahre 1961 erhielt der Haltepunkt Nová Huť-Světlá den neuen Namen Jedlová zastávka, der zu Verwechslungen mit dem Bahnhof Jedlová führt. Zu Beginn der 2000er Jahre wurden die verfallenen Gebäude in Nová Huť saniert und darin 2002 die Ausflugsgaststätte U trempa eröffnet, die inzwischen aber wieder geschlossen ist.

## Ortsgliederung
Nová Huť ist Teil des Katastralbezirkes Svor.

## Sehenswürdigkeiten
- Kreuz am ehemaligen Hegerhaus, errichtet um 1840 vom Pächter Anton Futschig
- Allee zum Haltepunkt Nová Huť v Lužických horách und dem Hüttenteichel, in dem sich die Glashütte befand
- Haltepunkt Nová Huť v Lužických horách (bis 2014 Jedlová zastávka) mit dem 1914 errichteten Wartehäuschen
- Bunkerlinien des Tschechoslowakischen Walls
- Wüstung Staré Mlýny am südlichen Fuß des Bouřný, in den 1990er Jahren wurden dort Reste einer Glashütte aus dem 13. Jahrhundert sowie einer Mühle ausgegraben. Alten Überlieferungen nach soll sich dort das erloschene Dorf Friedrichsdorf befunden haben, dessen Existenz jedoch nicht belegbar ist.